# Presenzano
Presenzano (Presenzànë in campano) è un comune italiano di 1 623 abitanti della provincia di Caserta in Campania. 
In località Taverna San Felice si trova l'anfiteatro dell'antica Rufrae. È sede di una centrale idroelettrica dell'Enel.

## Storia
Le origini risalgono al popolo dei Sanniti, che costruì una prima rete di insediamenti sulle alture della zona, con fortificati con cinta di mura megalitiche a difesa e controllo dei passaggi verso Sesto Campano e la piana di Cesima.
In età medioevale, sempre per motivi strategici, la popolazione si spostò sul colle, dove fu edificato anche un castello. Il nuovo abitato assunse il nome di Presenzano, un derivato del gentilizio latino Praesentius. L'abitato entrò a far parte nel X secolo del principato longobardo di Capua e in seguito, sotto i Normanni, fu dominato nel 1097 da Landenolfo conte di Teano.
Nel Duecento il feudo venne unito a Vairano per fondare un'unica baronia, che appartenne prima a Goffredo Caetani d'Anagni, quindi a Bartolomeo di Capua, ai d'Aquino, ai d'Avalos. Questi ultimi nel Cinquecento cedettero Presenzano e Vairano a Giovanni Vincenzo Cossa. In quello stesso secolo il feudo di Presenzano fu separato da quello di Vairano. Il 28-6-1616, per atto del notaio Gramazio de Amodeo di Napoli, Decio del Balzo acquista il feudo, che resterà in possesso dei Del Balzo fino all'eversione della feudalità, da Felice Ceraso. 
Già appartenuto alla provincia di Terra di Lavoro nel Regno delle Due Sicilie, in seguito alla spedizione dei Mille passò alla provincia di Campobasso nel Regno d'Italia, assieme ad altri 12 comuni. Tuttavia nel 1878 il solo comune di Presenzano tornò alla provincia di Terra di Lavoro.

## Monumenti e luoghi d'interesse

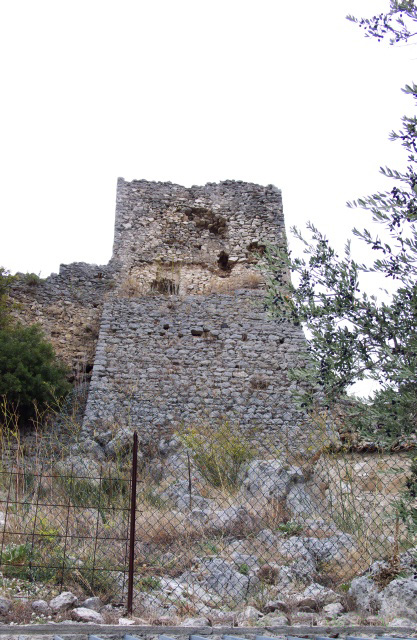
Ruderi del castello normanno di Presenzano

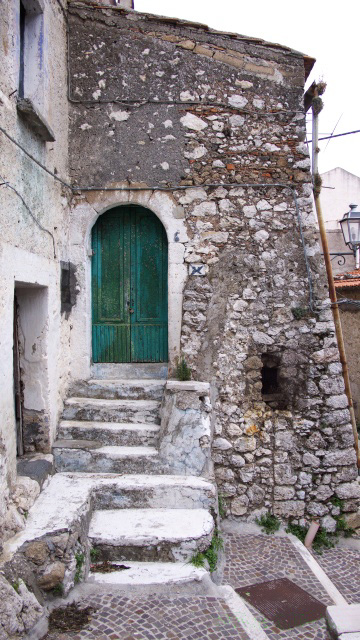
Borgo medievale

### Antica Rufrae
L'antica Rufrae era un centro sannita posto sulla strada che collegava l'Abruzzo con la costa tirrenica. Nel corso di scavi per impiantare condotte per l'irrigazione sono venuti alla luce alcuni reperti archeologici tra cui: statuette votive in creta del VI secolo a.C., resti di un'antica cinta muraria in blocchi poligonali, probabilmente risalente al periodo delle guerre sannitiche, un piccolo anfiteatro, una necropoli ed un santuario, questi ultimi due antecedenti alla conquista romana.

### Castello
Il castello di Presenzano, oggi in rovina, era una struttura ad impianto quadrilatero probabilmente edificata nel Primo Medioevo, che utilizza come costruzioni le mura del recinto sannita. Il primo documento che lo riguarda è del 1091, durante il periodo normanno, quando vi abitò Pandolfo di Teano. Appartenne ai Baroni d'Avalos ed in seguito ai duchi del Balzo. Sono ancora visibili i ruderi del mastio e del recinto a torri quadrate o cilindriche.

### Chiesa di San Nicola
La chiesa romanica di San Nicola presenta una struttura a capanna. L'accesso alla chiesa è costituito da uno portale di marmo, sormontato da una lunetta riccamente decorata da angioletti e da un affresco centrale. Nel suo interno la chiesa è a tre navate separate da archi romanici in tufo a tutto sesto; sulla destra è presente anche un arco acuto gotico, sormontato da un arco romanico. La chiesa è stata ristrutturata grazie a fondi stanziati in seguito al sisma del 1980.

### Chiesa dell'Annunziata
La chiesa dell'Annunziata appare alterata nel suo aspetto originario rinascimentale a causa dei rimaneggiamenti dell'Ottocento che le hanno conferito un aspetto neogotico. Sul fianco destro dell'edificio s'innalza la torre campanaria a pianta quadrata, suddivisa in tre ordini e aperta con un arco nella base.

### Palazzo ducale
Il Palazzo ducale dei duchi del Balzo fu costruito nel XVII secolo nei pressi di Porta San Nicola.

## Società

### Evoluzione demografica
Abitanti censiti

## Economia

### Centrale idroelettrica di Presenzano
La centrale idroelettrica Enel "Domenico Cimarosa" di Presenzano è una tipica centrale a ciclo chiuso (1000 MW totali). Essa è costituita da due bacini dalla capacità di circa 7 milioni di m³ cadauno e con un dislivello relativo di circa 500 m.
I lavori di costruzione della centrale sono iniziati nel 1979 e si sono conclusi nel 1990, con l'inaugurazione presenziata dall'allora Presidente della Repubblica Francesco Cossiga. Il costo approssimativo per la realizzazione della centrale si aggira intorno ai 1.000 miliardi di lire. La centrale è per grandezza la prima in Italia e la seconda in tutta Europa. Essa è formata da due bacini, di cui uno a monte e un altro a valle.

## Infrastrutture e trasporti

### Strade
Il territorio comunale di Presenzano è interessato dalla strada statale 6 Via Casilina e dalla strada statale 85 Venafrana.

### Ferrovie
Il comune è servito dalla stazione di Tora-Presenzano, sulla linea Roma-Napoli via Cassino, a circa 7 km dal centro abitato.

## Amministrazione
| Periodo | Periodo   | Primo cittadino   | Partito                | Carica      | Note |
| ------- | --------- | ----------------- | ---------------------- | ----------- | ---- |
| 1988    | 1993      | Luigi La Cerra    | Democrazia Cristiana   | Sindaco     |      |
| 1993    | 1997      | Corrado Castrillo | Democrazia Cristiana   | Sindaco     |      |
| 1997    | 2001      | Vincenzo D'Errico | Lista civica (PDS)     | Sindaco     |      |
| 2001    | 2006      | Vincenzo D'Errico | Lista civica (L'Ulivo) | Sindaco     |      |
| 2006    | 2007      | Renzo Maccarelli  | Lista civica (UdC)     | Sindaco     |      |
| 2007    | 2008      | Daniela Chemi     |                        | commissario |      |
| 2008    | 2013      | Vincenzo D'Errico | Lista civica (PD)      | Sindaco     |      |
| 2013    | 2018      | Andrea Maccarelli | lista civica           | Sindaco     |      |
| 2018    | in carica | Andrea Maccarelli | lista civica           | Sindaco     |      |